# Чеш'юга (присілок)
Чеш'юга (рос. Чешьюга) — присілок в Онезькому районі Архангельської області Російської Федерації.
Населення становить 24 особи. Входить до складу муніципального утворення Чекуєвське поселення.

## Історія
Від 2004 року входить до складу муніципального утворення Чекуєвське поселення.

## Населення
| 2002 | 2010 | 2012 |
| ---- | ---- | ---- |
| 31   | ↘19  | ↗24  |